# Reilly
Reilly is een gemeente in het Franse departement Oise (regio Hauts-de-France) en telt 165 inwoners (1999). De plaats maakt deel uit van het arrondissement Beauvais.

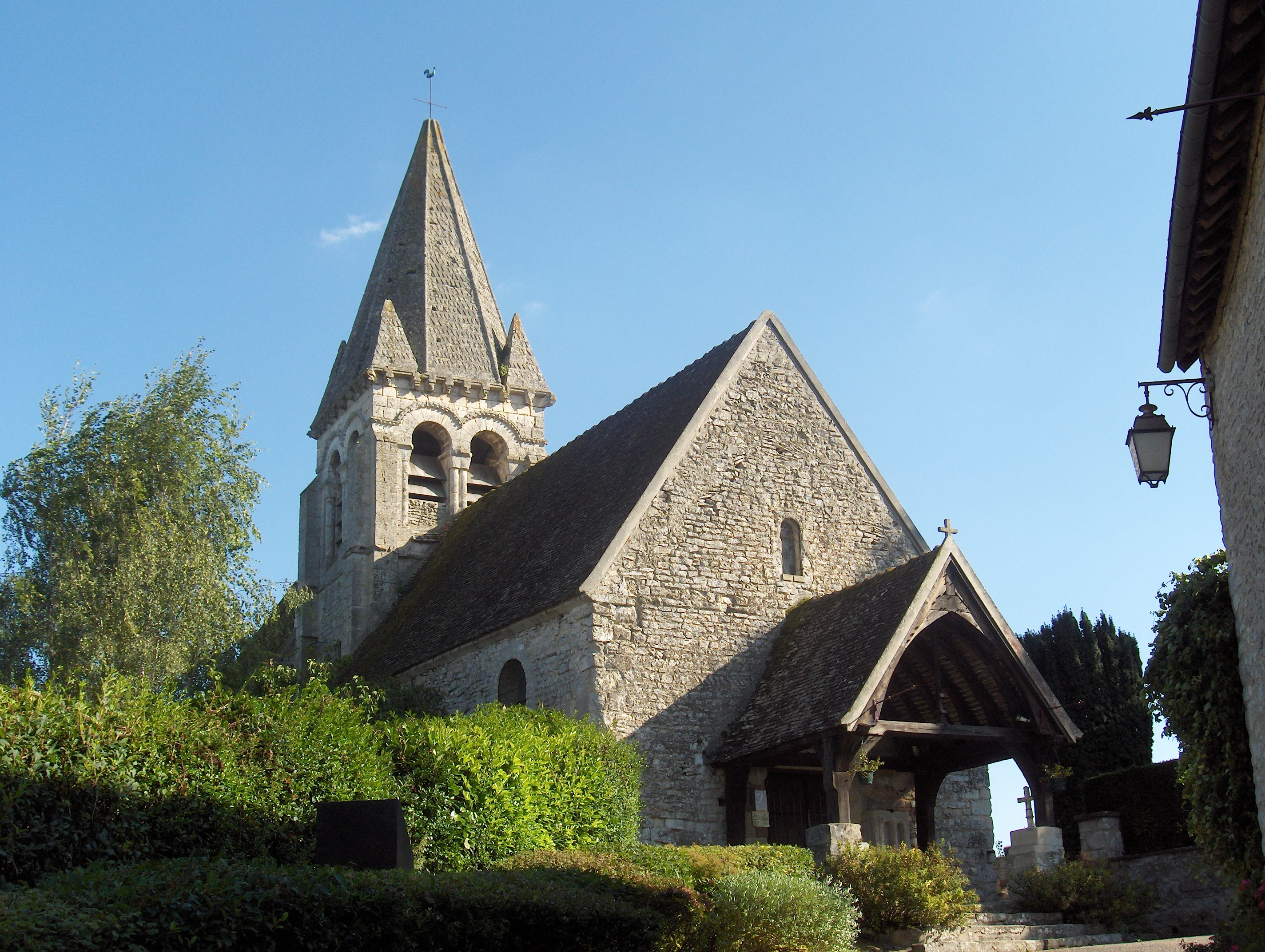
Eglise Saint-Martin in Reilly

## Geografie
De oppervlakte van Reilly bedraagt 8,4 km², de bevolkingsdichtheid is 19,6 inwoners per km².
De onderstaande kaart toont de ligging van Reilly met de belangrijkste infrastructuur en aangrenzende gemeenten.

## Demografie
Onderstaande figuur toont het verloop van het inwonertal (bron: INSEE-tellingen).